# سباق تعادل

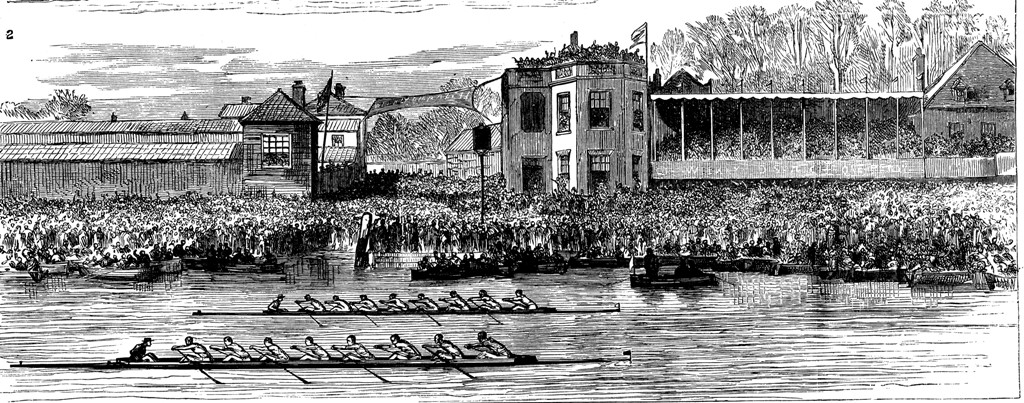
انتهى سباق القوارب عام 1877 في بتعادل وحيد في تاريخ المسابقة

سباق التعادل حالة نادرة في العديد من رياضات السباقات حيث يُحكم على أداء المنافسين على أنه قريب جدًا بحيث لا يمكن تحديد أي فرق بينهم، فتُعلَن نتيجة التعادل يُمنح المتسابقين تصنيفًا مشتركًا. يمكن أن تحدث سباق التعادل في كل من السباقات والمسابقات التي يتنافس فيها المتنافسون بالتتابع ويتم ترتيبهم حسب وقت الانتهاء.

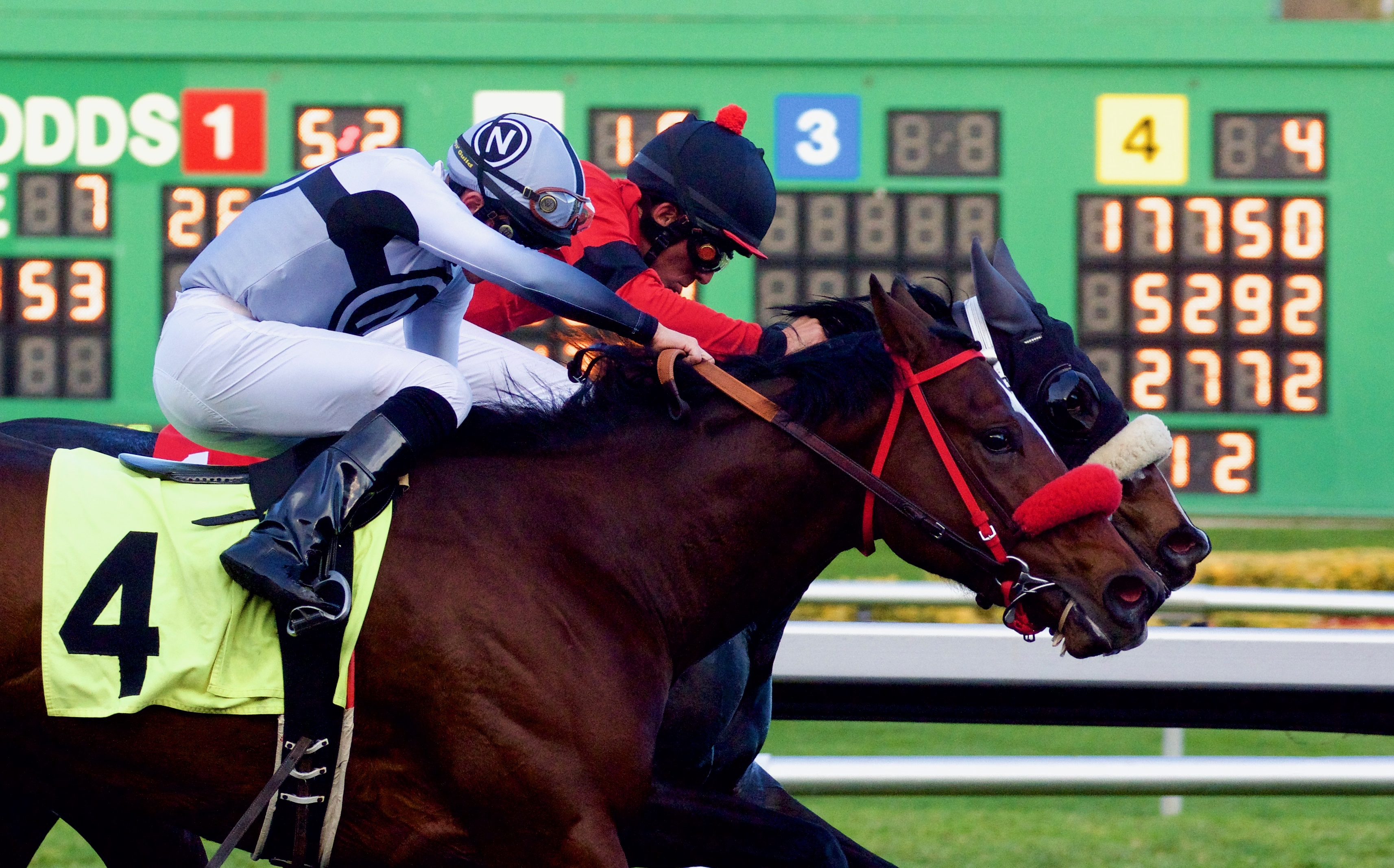
تعادل في سباق الخيل